# Boloria selene
Boloria selene es un lepidóptero ropalócero de la familia Nymphalidae.

## Distribución
Se distribuye por Europa, Rusia, Mongolia, isla de Sajalín, península de Corea y norte de América. En la península ibérica se encuentra en las principales sierras del centro y norte.

## Hábitat
Claros de bosque normalmente húmedos, prados en bosques de ribera, áreas pantanosas cerca de lagos. La oruga se alimenta de plantas del género Viola.

## Periodo de vuelo e hibernación
Una generación a elevadas altitudes al sur, entre mediados de mayo y julio; en el resto puede ser bivoltina con la primera generación entre principios de mayo y finales de junio y la segunda entre medios de julio y principios de septiembre. Hiberna como oruga en estadios intermedios.